# Cupaniopsis pennelii
Cupaniopsis pennelii là một loài thực vật có hoa trong họ Bồ hòn. Loài này được Guillaumin mô tả khoa học đầu tiên năm 1932.